# Winkl (Gemeinde St. Gilgen)
Winkl ist eine Ortslage in der Wolfgangseeregion im Salzburger Teil des Salzkammerguts wie auch Ortschaft und Katastralgemeinde der Gemeinde Sankt Gilgen im Bezirk Salzburg-Umgebung.

## Geographie

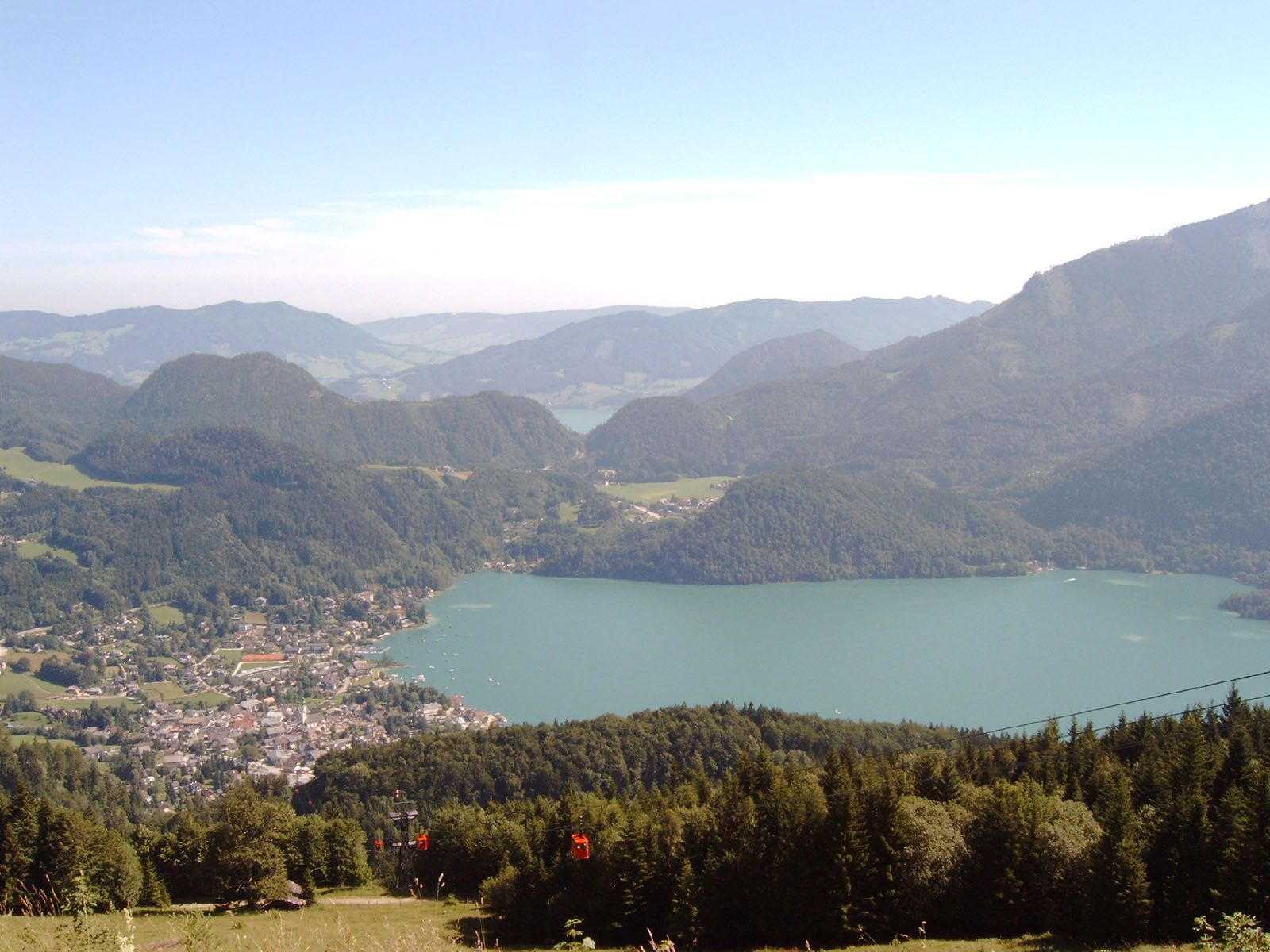
Blick vom Zwölferhorn über St. Gilgen und Winkl zum Mondsee- und Atterseebecken, rechts der Schafberg-Westfuß

Der Winkl befindet sich 25 Kilometer östlich der Stadt Salzburg, 12 Kilometer südöstlich von Thalgau. Er ist eine ebene Talungsmulde am Nordwestende des Wolfgangsees, zwischen der Höllkargruppe (Schobergruppe) und dem Schafberg der Salzkammergut-Berge beziehungsweise Salzburger Voralpen, auf um die 580 m ü. A. Zum Ort St. Gilgen sind es etwa 1½ Kilometer. Vom etwas tiefer liegenden See (538 m ü. A.) ist der Winkl durch den Mugel des Saurüssel (722 m ü. A.) getrennt, mit der Mühlauhöhe als Talpass. Durchflossen wird er vom Krottenseebach. Noch einmal gegliedert wird das Becken im Norden durch den Hügel beim Schloss Hüttenstein (ca. 640 m ü. A.), dort befindet sich der kleine Krottensee und die Talung der Zeppezau. Die umstehenden Gipfel sind neben dem Saurüssel der Buchberg (804 m ü. A.) im Westen, der Eibenberg (923 m ü. A.) im Norden und der Schafberg im Osten, mit dem Kesselkopf (923 m ü. A.) und den Graten, die von der Schafbergalm herunterlaufen. Zwischen Eibenberg und Kesselkopf befindet sich die Scharflinger Höhe (604 m ü. A.), der Pass vom Wolfgangtal in das Mondseeland nördlich. Über diesen Pass verläuft durch den Winkl die Mondsee Straße (B154).
Der Ort Winkl selbst ist eine Rotte in diesem Talkessel, die sich aus dem Ort Aich an der B154 (etwa 40 Häuser) und unspezifisch den umliegenden Häusern bildet. Die östlichen dieser Häuser sind das Dorf Pucha (etwa 50 Häuser), die westlichen, höher gelegenen Buchberg (etwa 10 Häuser), nördlich liegt Hüttenstein beim Krotensee.
Zur Ortschaft Winkl gehört dann auch noch die Brunnleiten oberhalb vom – schon zur Ortschaft St. Gilgen gehörigen – Brunnwinkl am See, die Häuser Fürberg am See unterhalb des Saurüsselbergs, sowie Schmalnau und Zeppezau im Nebental beim Krotensee. Das sind zusammen um die 130 Adressen mit etwa 300 Einwohnern.
Die Katastralgemeinde Winkl umfasst mit 1306,6 Hektar dann noch das umliegende Bergland, nördlich um den Eibenberg bis über den Eibensee, die Grenzen bilden der Buchberg, das Höllkar (1169 m ü. A.) und der Plomberg (1105 m ü. A.), die Einsattelung zur Drachenwand, der Almkogel (1030 m ü. A.) und die Scharflingerhöhe, sowie östlich die Westflanke des Schafbergs über die Kesselalm bis etwa 300 Meter unterhalb des Gipfels, und hinunter über die Falkensteinerwand zum See. Zum Katastralgebiet gehört auch Stück des Sees, geradlinig hinüber zu einem Uferpunkt zwischen St. Gilgen-Lueg und Franzosenschanze.
| Fuschl (O, KG u. Gem. Fuschl) Pöllach (O)                    | Scharfling (O, KG u. Gem., Bez. Vöcklabruck, OÖ) Schmalnau | Oberburgau (O u. KG) |
| Brunnleiten Brunnwinkl (O St. Gilgen) Sankt Gilgen (O u. KG) | Kompassrose, die auf Nachbargemeinden zeigt                |                      |
| ∗                                                            | Fürberg                                                    | Ried (O u. KG)       |

∗ In einem Punkt grenzt am gegenüberliegenden Seeufer KG Gschwand an.

## Geschichte, Infrastruktur und Sehenswürdigkeiten
Der Winkl, obschon ablegen, war schon immer von verkehrsmäßiger Bedeutung. Die Pfahlbauten von Scharfling sind schon für das 5. vorchristliche Jahrtausend befundet.
Der Übergang über die Scharflinger Höhe war als Fernverbindung aber ohne Bedeutung, der Seewinkel von Scharfling war bis in den Neuzeit nur per Boot erreichbar. Das Mondsee-Westufer von St. Lorenz her wie auch die Kienbergwand Richtung Unterach waren bis in die Neuzeit unpassierbar, Richtung Burgau am Attersee wird der Höhenweg hinter der Kienbergwand (Holzingeralm – Plankenmoos – Eisenau) genutzt worden sein.
Der Verlauf der für den Salzhandel durchaus bedeutenden Römerstraße von Iuvavum (Salzburg) zur statio Esc[ensis] (Ischl) ist für den Wolfgangsee unklar, dessen Südufer war zwischen St. Gilgen und Abersee ebenso unpassierbar. Die Trasse könnte über den Falkenstein geführt haben. Die heutige Falkensteinkirche mit der Klause ist ein schon in vorchristlicher Zeit genutzter Kultplatz. Die Wallfahrt nach St. Wolfgang war im Hochmittelalter von europaweiter Bedeutung, und seit den Schenkungen von Herzog Odilo 748 teils an Kloster Mondsee (Mondseeland mit Wolfgangland), teils an das Bistum Salzburg (Salzburgland) umstritten. Die Pilgerkirche in St. Wolfgang war ab 1506 formell österreichisch, die Falkensteinkirche und die Ried bei St. Wolfgang salzburgisch. Die genauen Besitzverhältnisse im Raum wurden erst mit einem Staatsvertrag vom 26. Mai 1689 geklärt.
Vermutlich in der zweiten Hälfte des 13. Jahrhunderts wurde die Burg Hüttenstein an der Schaflingerhöhe errichtet. Erst Anfang des 16. Jahrhunderts wurde ein steiler Fuhrweg von Scharfling her errichtet. In der Neuzeit wurde Hüttenstein dann Sitz eines salzburgischen Pfleggerichtes, die Burg wurde aber aufgegeben, 1565 wurde für den Pfleger an der Stelle des heutigen Schloss Hüttenstein ein neues Gebäude errichtet. 1703 übersiedelte der Pflegrichter nach St. Gilgen (seinerzeit noch St. Aegidi genannt), und auch dieser Ansitz wurde bis um 1800 weitgehend abgetragen. Zu der Zeit wurde das Anwesen nurmehr als Schlossmayer geführt. Insgesamt befanden sich im Winkl zu der Zeit nur 8 Gehöfte, der Gasthof Batzenhäusl, sowie in Pucha eine Glashütte, gesamt 20 Häuser. 1817 kaufte der bayerische Feldmarschall Fürst Carl Philipp von Wrede (1767–1838) die Herrschaft, sein Sohn Karl Theodor (1797–1871) errichtete 1843 das Schloss neu. Erst 1833, mit Beginn der Sommerfrische-Zeit im Salzkammergut, wurde die Scharflinger Seestraße zur Fahrstraße ausgebaut. Fürberg, seit 1708 Wirtshaus, wurde von der Wolfgangsee-Schiffahrt angefahren. 1888 wurde der Victor-von-Scheffel-Steig angelegt, der am See von Brunnwinkl nach Fürberg und zum Scheffelblick am Falkenstein führt. 1893 wurde hier die Ischlerbahn (Salzkammergut-Lokalbahn, SLKB) eröffnet, mit einer Haltestelle in Aich und der Ausweiche Hüttenstein. 1896 wurde auch die Kienbergwandstraße erbaut, womit der Winkl dann auch in Richtung Burgau/Unterach angebunden war.
2004 entstand das Benediktinerkloster Gut Aich (Europakloster) im ehemaligen Kinderheim der Franziskanerinnen von Au am Inn, ein Gesundheits-, Kultur- und Veranstaltungszentrum.
| - Kreuzkapelle - Ochsenkreuz | Wichtige Flurdenkmale sind: - Kreuzweg zur Falkensteinkirche, Kreuzkapelle (Schächerkapelle) - Bildstock Ochsenkreuz auf der Metzgerinsel im Wolfgangsee - Bildstock Hochzeitskreuz am See |

## Nachweise
- 50330 – Sankt Gilgen. Gemeindedaten der Statistik Austria

1. ↑  Vergl. Franz Hufnagl: Die Maut zu Gmunden: Entwicklungsgeschichte des Salzkammergutes. Böhlau Verlag, Wien 2008, ISBN 978-3-205-77762-5, B.2. Der Salzbergbau in Hallstatt während der Römerzeit und die Transportwege, S. 65 f. (eingeschränkte Vorschau in der Google-Buchsuche).
2. 1 2  Falkensteinweg. In: Salzburger Nachrichten: Salzburgwiki.
3. 1 2  Der Weg der Wallfahrer. Tourismusregion Wolfgangsee (wolfgangsee.salzkammergut.at, abgerufen am 22. April 2017).
4. ↑  Franziszäischer Kataster 1817–1861 (Layer online bei SAGIS).
5. ↑  
Kurt Klein (Bearb.): Historisches Ortslexikon. Statistische Dokumentation zur Bevölkerungs- und Siedlungsgeschichte. Hrsg.: Vienna Institute of Demography [VID] d. Österreichische Akademie der Wissenschaften. Salzburg, St. Gilgen: Laim, Pöllach, Winkl, S. 50 (Onlinedokument, Erläuterungen. Suppl.; beide PDF – o.D. [aktual.]).
Spezielle Quellenangaben: 1811: Zählung der bayrischen Verwaltung des Salzachkreises (Montgelas’sche Zählungen). In: Franz Xaver Weilmeyr: Topographisches Lexikon vom Salzach-Kreise. 1812.
6. ↑  Victor von Scheffel Steig. In: Salzburger Nachrichten: Salzburgwiki.
7. ↑  Das Ochsenkreuz . Sagen.at (nach  Brettenthaler 1994).